# Salinas (parroquia de Guaranda)
Salinas de Tomabelas (Salinas de Guaranda) es una parroquia rural ubicada en la zona nororiental de la ciudad de Guaranda (Ecuador), en la provincia de Bolívar a una altitud de 3550 m s. n. m. Toma su nombre de las minas de agua salada que pueden hallarse al cruzar el río que la atraviesa.
Esas minas pertenecieron al cacicazgo de los Tomabelas en plena época incaica. En este sitio, casi todos los cacicazgos aledaños tenían acceso al recurso por medio de sus delegaciones y contando con el tutelaje de un cacique Puruhá. 
El territorio de lo que hoy es Salinas fue el lugar de residencia de las poblaciones pre incaicas Tomabelas y Puruhaes y después de la conquista de los Incas, fueron éstos quienes pasaron a residir. 
Con la llegada de los conquistadores españoles el territorio se reorganizó sobre el sistema de hacienda (finales del siglo XVII e inicios del XVIII). Los indígenas y mestizos locales se vieron obligados a prestar mano de obra al hacendado a cambio de una pequeña parcela de tierra y el acceso a algunos servicios básicos. Hasta los años 1960-1970, la explotación de estas minas de sal fue la principal actividad económica de los habitantes de ese entonces, complementada con el trabajo agrario en las pequeñas parcelas y una incipiente actividad ganadera hasta fines de los años 60. La comercialización se realizaba en los mercados aledaños en forma de trueque, cambiando la sal por legumbres, grano, frutas, etc.
La población fue constituida oficialmente en el año 1884, durante el gobierno de José María Plácido Caamaño. Contempla dos fechas de creación, la primera el 29 de mayo y la segunda el 23 de abril de 1884.

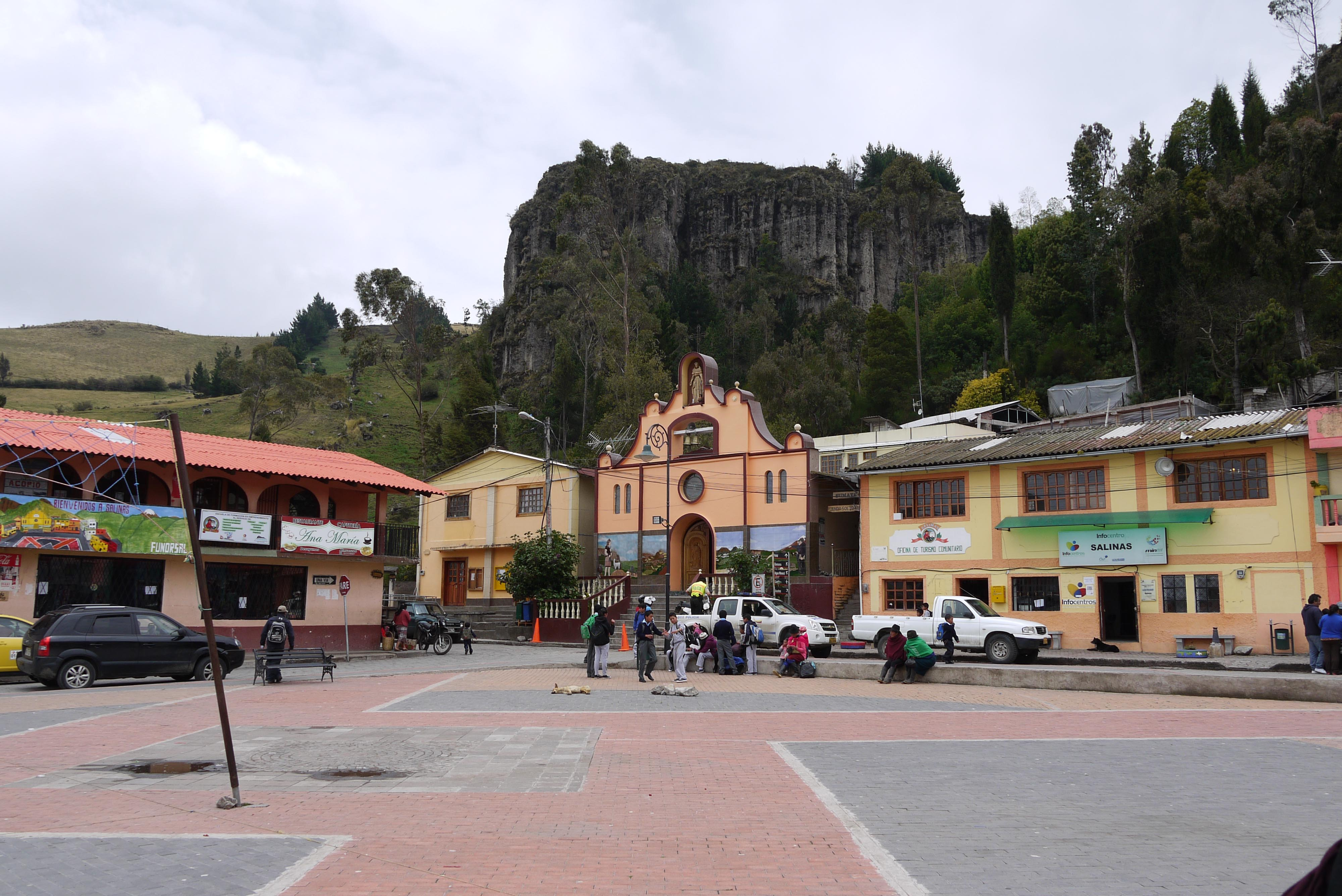
Plaza Principal

En los años 70, a través de la Curia llegaron voluntarios de la Operación Mato Grosso y la Misión Salesiana, principalmente gracias al esfuerzo de Cándido Rada, Obispo de Guaranda. La población alcanzó prosperidad por medio del impulso del cooperativismo, estableciendo numerosas microempresas de carácter comunitario, destacándose entre ellas la fábrica de quesos, la cooperativa de ahorros, la asociación de artesanas y la UNORSAL (Unión de Organizaciones de Salinas), posteriormente denominada FUNORSAL.

## Geografía
Las características del terreno indican erosión, con efectos notorios en la zona del páramo, y moderados en la parte baja. Cerca del pueblo se levantan hermosos farallones que son el resultado de procesos eruptivos de miles de años; en algunos de ellos existen cuevas que tal vez fueran utilizadas como viviendas en la época precolonial.
En sus 4440 kilómetros cuadrados de extensión, el lugar ofrece paisajes que van desde los bosques subtropicales a 800 m s. n. m. hasta el frío páramo a 4200 m s. n. m. Hasta los años setenta, el área geográfica de la parroquia Salinas se dividía entre los hacendados Cordovéz, diócesis de Guaranda y comuna Matiaví-Salinas.
Límites: Al Norte con la parroquia Simiatug y Facundo Vela, al sur con la parroquia urbana Guanujo, al este con las provincias de Tungurahua y al oeste con la parroquia San Luis de Pambíl, Cantón Las Naves y Cantón Echeandia
Temperatura: Promedio de 8 a 15 °C
Habitantes: 5551 habitantes, según el VI Censo de Población y V de Vivienda, realizado el 25 de noviembre de 2001.
Recintos: Alrededor de 29 comunidades entre formalmente constituidas y caseríos.

### Zonas climáticas
Zona de Páramo: Tipo: Frío Ecuatorial Húmedo. Se extiende desde los 3000 hasta los 4000 m s. n. m. (metros sobre el nivel del mar), con temperaturas de 6 a 12 °C. En este piso climático se encuentra la cabecera parroquial de Salinas, y los recintos de Apahua, Las Mercedes de Pumín, Pambabuela, San Vicente, Verdepamba, Natahua, Yurauksha, Pachancho, Yacubiana. Régimen de lluvias: Bimodal.
Zona Interandina: Tipo: Meso Térmico Ecuatorial Húmedo. Se extiende desde los 2000 hasta los 3000 ms.n.m. con temperaturas entre 12° a 18 °C, en esta zona se encuentran los recintos de: La Palma, Los Arrayanes, Chaupi, Tres Marías. Tigre Urco. Régimen de lluvias: Bimodal.
Zona Subtropical: Tipo Meso Térmico Tropical Húmedo. Se ubica desde los 600 hasta los 2000 m s. n. m., y su temperatura está entre 18 a 24 °C. En esta zona se encuentran los recintos de: Bellavista, El Calvario, Cañitas, Chazojuan, Copalpamba, Gramalote, Guarumal, La Libertad, Lanzahurco, Matiaví Bajo, Monoloma, Mulidiaguan. Régimen de lluvias: Unimodal.

### Ecosistemas
Las formaciones vegetales presentes en la zona de Salinas son, según (Sierra, 1999): 
Bosque de neblina montano
En esta parte altitudinal predominan las epifitas, especialmente las orquídeas, helechos y bromeliáceas, todas son numerosas en especies e individuos. Los árboles se caracterizan por estar cargados de musgos y el dosel está entre 20 y 25 m.
Bosque siempre verde montano alto
Incluye la vegetación de transición entre los bosques montanos altos y el páramo, también conocida como la Ceja Andina. La composición floristica de esta franja tiene una influencia seca en la parte que limita con los páramos y húmeda hacia los bosques montanos de neblina.
Páramo herbáceo
En su límite inferior se encuentra la Ceja Andina arbustiva de campos cultivados donde el bosque ha sido deforestado. Los géneros más conspicuos son Calamagrotis, Festuca y Stipa en asociación con herbáceas y pequeños arbustos.
Ecosistema Páramo
Corresponde al cinturón más alto de vegetación andina y se extiende dese 3.320 hasta 4.400 m.s.n.m. al límite de las nieves, éstas áreas abiertas, y típicamente sin árboles, se ubican en los lomos de las cordilleras, en promedio sobre los 3.300 metros. El páramo es el hogar de un sinnúmero de animales y plantas que no crecen en otro lugar, produce casi toda el agua para consumo humano, riego y producción.
Páramo Seco
En estos páramos la vegetación se alterna con parches de arena desnuda. La flora es xerofítica, con pocas hierbas, pequeños arbustos, algunos musgos y líquenes.
Bosque Protector Matiaví Salinas (Peña Blanca)
Se encuentra en la micro cuenca del río Mulidiaguan entre 1.400 y 2.800 m.s.n.m. con una temperatura entre 12 y 20 °C, posee una extensión de 1.118 hectáreas.
Reserva de Producción Faunística Chimborazo
Posee una superficie de 53.093 hectáreas, localizada en tres provincias: Tungurahua, Chimborazo y Bolívar. Al cantón Guaranda le corresponde 13.125 hectáreas, parte de ésta reserva está en la zona alta de Salinas.

## Economía
La parroquia está formada por alrededor de 29 comunidades con terrenos comunitarios que tienen como principal actividad económica la producción agropecuaria, principalmente producción de leche y quesos en la región interandina, en la región subtropical se estimula la producción de caña de azúcar y panela; en algunos casos también se ha impulsado la piscicultura y el turismo comunitario.
De la información obtenida en el Plan de Desarrollo y Ordenamiento Territorial 2015 se reconoce que las plazas de trabajo suman alrededor de 334 empleados en el sector público, privado y comunitario, de los cuales el 52% ocupan las mujeres y el 48% hombres. De acuerdo a los indicadores de necesidades insatisfechas, Salinas, tiene una población no pobre de 623 habitantes que corresponden al 10,8% y la población pobre corresponde al 89,1% del total de su población, según INEC 2010.

## Agroindustria
La cabecera parroquial es un centro de actividades agroindustriales y artesanales. Existen unas 28 empresas pequeñas comunitarias distribuidas entre el centro y los 30 recintos que cuentan con unos 400 puestos de trabajo. Destacan la elaboración de quesos, la elaboración de embutidos, la secadora de hongos, la fábrica de confites, la fábrica de hilos y la artesanía con lana de alpaca.
La producción es comercializada a nivel nacional bajo la marca colectiva Salinerito, y gran parte de ella es exportada a diferentes lugares del mundo, especialmente a Italia, Alemania y Japón.
En Salinas la principal actividad económica es la ganadería (42% de los habitantes); el 16% se dedica a actividades hogareñas, 4% desarrolla actividades artesanales, 2% son profesores, 30% son estudiantes y 6% se dedican a desarrollar actividades turísticas, según estimaciones del GAD local.
Las prácticas comunitarias del pueblo de Salinas son consecuencia de su evolución histórico-cultural, que ha generado formas particulares de organización fundamentadas en la gestión participativa.

## Política
Políticamente Salinas es una parroquia rural del cantón Guaranda, la administración de la obra pública y vialidad está a cargo de Gobierno Autónomo Descentralizado Parroquial Rural de Salinas (Junta Parroquial) cuyos miembros son elegidos por voto popular cada 4 años en las elecciones seccionales. El territorio de Salinas esta distribuido de dos maneras: primero las propiedades de escritura y segundo el territorio comunal que pertenece a la comuna Matiaví Salinas cuyos estatutos están regidos por el Ministerio de Agricultura Ganadería y Pesca (MAGAP) y sus 5 miembros son elegidos por voto popular de los comuneros registrados cada año.
El Teniente Político es el representante local del gobierno central y entre sus principales funciones están la de mantener el orden público y hacer cumplir las leyes y normas vigentes; reporta directamente al gobernador de la provincia.

## Historia
No se han encontrado evidencia de la existencia permanente de un grupo étnico en particular en la zona que actualmente conocemos como la cabecera parroquial. Según Moreno Yánez era un lugar que acogía a una colonia multiétnica de explotadores de los yacimientos (camayuks) de la localidad de Tomabela.
Posteriormente, los Incas ubicaron diferentes grupos de mitimaes para la producción de sal. La importancia de la sal para los pueblos ancestrales, tanto como moneda de intercambio y como elemento simbólico, hizo de este sitio un espacio de encuentro de personas de diferentes comunidades que se asentaron alrededor de las vertientes.
Según Peñaherrera y Costales en el siglo XVI uno de los cacicazgos de los Chimbus fue los Tomabelas de Salinas, quienes comercializaban la sal en los centros que hoy corresponden a las ciudades de Quito, Ambato, Pelileo, Chimbo; es decir, tenía una cobertura hasta de 140 km por el norte, de 60 km al este y de 80 a 100 km al oeste. Los pueblos ancestrales mantuvieron este sistema de producción y comercialización hasta el inicio de la República, luego de lo cual esta actividad pasó al control de los dueños de las haciendas.
La parroquia de Salinas contempla dos fechas de creación civil, la primera el 29 de mayo de 1861 y la segunda, el 23 de abril de 1884. La actual parroquia ocupa los terrenos que pertenecieron a las haciendas Talahua propiedad de la familia Cordovez y Matiaví-Salinas que perteneció a la iglesia. Como antecedentes, a inicios del siglo XIX se inició la formación de haciendas en la región, gracias a las entregas de tierras hechas a los conquistadores por la Corona y por la expropiación de tierras de comunidades indígenas.
En 1861 se registra una escritura de venta entre el General Juan José Flores y su esposa la señora Mercedes Jijón, a favor del señor Domingo Cordovez por los terrenos nombrados Talahua, Mondogueta y Sinde, situados en la jurisdicción del cantón Guaranda; en igual año se registra el arrendamiento al mismo señor Cordovez de las haciendas denominadas Sinchig y la Chima en el mismo cantón; la propiedad de la familia Cordovez se fue agrandando por medio de la ejecución de hipotecas no canceladas, así como el registro de linderos falsos que dieron lugar a interminables juicios por parte de las comunidades indígenas a la Iglesia, quien también era propietaria de grandes extensiones en la zona.
Las primeras décadas del siglo XX, vieron la consolidación final de las haciendas de la familia Cordovez, abarcando el 58,3 % de la antigua parroquia Simiatug, que comprendía también la actual parroquia Facundo Vela (alrededor de 300 km², de los 514 km² de ambas), sumando a esto, la propiedad de Apahua y el Sinchig (alrededor de 8.000 has) repartidas entre las actuales parroquias de Salinas y Guanujo. Con los nuevos vecinos provenientes de Colombia, vinieron personas de Ambato y Pichincha.
No obstante la Reforma Agraria que a partir de 1950 modificó el mapa del latifundio en el Ecuador, la hacienda Cordovez se mantenía íntegra, no fue hasta 1976, con la muerte del señor Alfredo Cordovez que empieza el proceso de desarticulación de la misma por razones de sucesión y de litigios intrafamiliares, esto genera la transferencia de la propiedad a manos particulares.
Por otro lado, con el nombramiento del Monseñor Cándido Rada como primer obispo de la diócesis de Guaranda (1958), la Iglesia de Guaranda traza un programa de ayuda que lo calificó como de redistribución de la tierra, mucho antes que iniciara en esta misma dirección el IERAC; esta acción generó la venta de propiedades de la Iglesia, entre estas, la hacienda Matiaví-Salinas, en la zona de la actual Salinas.
En el año 1970 se registra un particular evento que aceleraría el proceso de desarrollo comunitario de la parroquia, - la llegada de la Misión Salesiana y Voluntarios de la Organización Mato Grosso- quienes junto con el esfuerzo e iniciativa local generan un modelo organización-producción-comercialización comunitaria que sustenta e impulsa la economía de la microrregión.

## Religión
En la parroquia de Salinas la mayoría de habitantes son de religión católica, el patrono es el Señor de la Buena Esperanza que es homenajeado con vísperas y misas a finales del mes de mayo. Entre sus imágenes de devoción está la Virgen de Aguacachi. La virgen de Aguacachi es una estatua de la Virgen María ubicada sobre las minas de Agua Salada que recuerda la tradición de las mujeres salineras de la riega en las minas del Agua Sal.

## Servicios
La parroquia de Salinas en su cabecera dispone de varios servicios como: telefonía celular, Internet banda ancha, vía asfaltada, subcentro de salud, servicio de hospedaje, servicio de alimentación.
En cuanto a servicios financieros en la parroquia trabaja la Cooperativa de Ahorro y Crédito Salinas. Ltda, que ofrece servicios de ahorros y distintas líneas de créditos a sus clientes, también cuenta con cajero automático con servicio para la mayoría de tarjetas como Visa, Mastercard, American Express; las agencias bancarias más cercanas se encuentran en la ciudad de Guaranda. Tanto en la Asociación de Artesanas Texal, como en la fábrica de Chocolates "El Salinerito"  se pueden realizar pagos con tarjetas de crédito o débito.

## Medios de comunicación

### Telefonía
La empresa estatal CNT provee de telefonía fija en la cabecera parroquial, así como servicio de telefonía celular en la cabecera y en ciertos recintos aledaños, sin cubrir todo su territorio. También existe cobertura de las operadoras Claro, Tuenti y Movistar en la mayor parte del área poblada.

### Internet
Hasta 2007 la parroquia Salinas no contaba con servicios de telefonía, ni fija, ni celular, por lo que con el apoyo de instituciones nacionales como Camari-FEPP e internacionales como IICD, implementaron un proyecto de enlace de Internet pionero para los sectores rurales de Ecuador. Se trataba de levantar un enlace de red inalámbrica a Internet, por medio de repetidoras ubicadas estratégicamente sobre las montañas en el trayecto desde la ciudad de Guaranda hasta la comunidad.
Este proyecto además vino acompañado de la implementación de un "Infocentro" cuya meta es la de enseñar computación e Internet a los estudiantes de primaria y secundaria del casco parroquial y demás comunidades.

### Radio
La parroquia Salinas cuenta con la presencia de 2 emisoras radiales: Radio Salinerito que es una estación comunitaria, tiene cobertura local en frecuencia modulada (FM) y en la mayor parte de la provincia Bolívar;  Radio Matiaví que es una emisora de carácter particular y tiene cobertura en la provincia y gran parte de las provincias de la costa centro.

## Educación
En época de su creación como parroquia civil, Salinas contaba con una escuela unidocente que funcionaba irregularmente y dependía de la posibilidad que tenían los maestros de turno para viajar desde las ciudades de Guaranda, San Miguel, Chimbo, etc, hasta la comunidad. En el año 1971 con el apoyo de voluntarios salesianos se gestiona en la Dirección de Educación de Bolívar la creación de la Escuela Quintiliano Sánchez N.° 32 con profesores para todos los grados, por el año 1989 de con el apoyo de la Misión Salesiana y otras organizaciones de base de Salinas se solicita a las autoridades provinciales la creación del Colegio Técnico Agropecuario Salinas, con el objetivo de preparar a los jóvenes de la parroquia y otras comunidades en un bachillerato técnico agropecuario. El 25 de septiembre de 2014 se inaugura la Unidad Educativa del Milenio "Intercultural Salinas", obra que fue ejecutada en el gobierno del Econ. Rafael Correa, una infraestructura que cuenta con aulas, laboratorios, oficinas, comedores áreas verdes, canchas deportivas para atender a un promedio de 800 estudiantes desde el nivel Inicial hasta el Bachillerato. Está ubicada a 500 metros al noroeste de la cabecera parroquial.

## Turismo en Salinas
En Salinas es un referente del turismo comunitario en la provincia Bolívar las opciones van desde el turismo de aventura, el turismo comunitario así como también el turismo empresarial donde se puede realizar recorridos por las empresas comunitarias entre las que se destacan la fábrica de quesos, fábrica de chocolates, la asociación de artesanas, la planta de aceites esenciales, la embutidora FUNORSAL, la deshidratadora de hongos, la hilandería; entre los atractivos naturales tenemos: las vertientes de Agua Sal, los farallones de Tiagua, la roca del Sombrero Rumi, la cueva de las Tizas, el mirador del Mar de Nubes.
Salinas aprovecha la cercanía al nevado más alto del Ecuador "El Chimborazo" para realizar tours en bicicleta y caminatas, también se puede realizar tours a las comunidades andinas o descender en bicicleta la cordillera occidental hasta el sub trópico de la parroquia.

## Fiestas
Como en la mayoría de pueblos de la sierra ecuatoriana, en Salinas se celebran fiestas que son una mezcla de la tradición indígena, la influencia de la conquista española y de la iglesias. Así tenemos entre las principales festividades.
- 1 de enero: Año nuevo, el 1 de enero de cada año se celebra una misa por el nuevo año
- 6 de enero: El 5 y 6 de enero se celebran los Santos Reyes, una fiesta multicolor donde confluyen las tradiciones indígenas y católicas rememorando la llegada de los Santos Reyes. En la antigüedad esta era la fiesta de agradecimiento al Yakumama (madre agua).
- Carnaval: Entre febrero y los primeros días de marzo, según el calendario lunar. Es la fiesta más famosa de la provincia Bolívar, existe varias versiones sobre su origen. Actualmente es una mezcla de las festividades originadas de la religión católica y ritos incaicos. El Lunes de Carnaval se celebra las comparsas por las calles de la parroquia y se realiza un concurso de danzas tradicionales en la plaza 29 de Mayo.
- Semana Santa. Según el calendario litúrgico. En Salinas se celebra la semana mayor al igual que en todos las comunidades católicas, los habitantes asisten a la iglesia ubicada en el centro del pueblo para las celebraciones eucarísticas. Durante toda la semana las amas de casa preparan la Fanesca que es una sopa de varios granos y leguminosas con pescado seco.
- 1 de mayo: Se acoge al feriado nacional por el Día del Trabajo.
- Día de la Madre. Segundo domingo de mayo.
- 24 de mayo: Se acoge al feriado nacional por motivo de conmemorar la Batalla de Pichincha
- 29 de mayo: Conmemoración de la creación de la parroquia
- 10 de agosto. Se acoge al feriado nacional por el Primer Grito de Independencia
- 2 de noviembre: Día de los difuntos. Tradicionalmente se prepara la Colada Morada y las Guaguas de Pan y se asiste a la misa de los difuntos para recordar a los seres queridos.
- Festival del Queso. Se aprovecha el feriado de Día de los Difuntos para organizar 3 días de festival para exponer la producción de las microempresas locales.
- 25 de diciembre: Navidad. Se celebra con vísperas y la misa de Nochebuena y el 25 con la misa de Navidad.
- 31 de diciembre: Año viejo. Como en todo el Ecuador, se celebra elaborando un monigote con cartón, aserrín, paja, ropa usada y otros materiales para luego quemarlo en una fogata a la media noche.

## Transporte
El servicio de transporte es ofrecido por las Compañías de Transporte Mixto: Transalinerito y Antonio Polo, disponen de camionetas doble cabina para transporte de carga y pasajeros desde y hacia la ciudad de Guaranda, circulan en turnos cada 15 minutos. En la parroquia existe una terminal improvisada en la entrada al pueblo a pocos pasos del Mercado 29 de Mayo, en la ciudad de Guaranda las unidades se estacionan detrás del parque Echeandia en pleno centro de la ciudad. 
También se ofrece servicio puerta a puerta con solo contactarse con una de las operadoras de transporte.
Salinas se encuentra en la ruta entre Guaranda y la parroquia de Simiatug y Facundo Vela por tanto también circula la cooperativa de buses Cándido Rada que tiene 2 turnos diarios.

### Redes Viales
La parroquia tiene 3 vías de comunicación vial con el resto del país:
- La primera, conecta la cabecera parroquial desde la carretera Ambato - Guaranda a la altura de la comunidad de Cuatro Esquinas por una carretera asfaltada.
- La segunda conecta por el subtrópico, mediante una vía asfaltada que conecta la comunidad de Chazojuan con el cantón Echeandia y la carretera Guayaquil - Quito, a la altura del cantón Ventanas.
- La tercera por un camino lastrado con la parroquia San Luis de Pambil.

Las vías secundarias que permiten el acceso a las diferentes comunidades y barrios, en su mayoría de estas vías son lastradas y necesitan mantenimiento constante.